# Nordic Fest
Le Nordic Fest, est un festival annuel de métal chrétien qui se déroule à Oslo en Norvège de 2002 à 2011.

## Programmes

### 2011
Leviticus, Lengsel, Golden Resurrection, Reinxeed, In The Midst Of Lions, A Hill to Die Upon, Enshrouding, Dyst, Fastlane Flower, HB, War of Ages, Crimson Moonlight, Living Sacrifice, Becoming the Archetype, Whitecross